# Condrocráneo
El condrocráneo (o neurocráneo cartilaginoso) es la estructura cartilaginosa del esqueleto de los vertebrados que crece para envolver el cerebro.
En los seres humanos, el condrocráneo comienza a formarse a los 28 días a partir de las condensaciones mesenquimatosas y está completamente formado en la semana 7 y 9 del desarrollo fetal. 
Mientras que el condrocráneo es reemplazado por el cráneo óseo en la mayoría de los vertebrados, en los peces cartilaginosos (por ejemplo, tiburones y rayas) y agnatos (por ejemplo, lampreas y mixinos), el condocráneo persiste durante toda al vida.
Embriológicamente, el condrocráneo representa la estructura basal del cráneo, y establece la base para la formación del endocráneo en los vertebrados superiores.

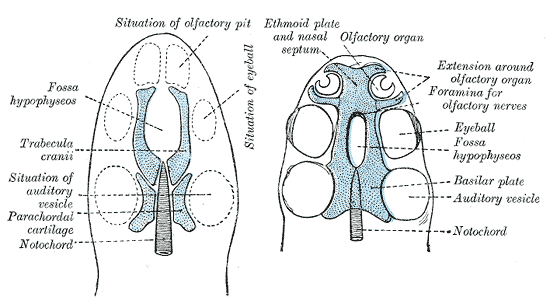
Diagramas del desarrollo del condrocráneo en un embrión humano.

## Desarrollo del Condrocráneo en Elasmobranquios

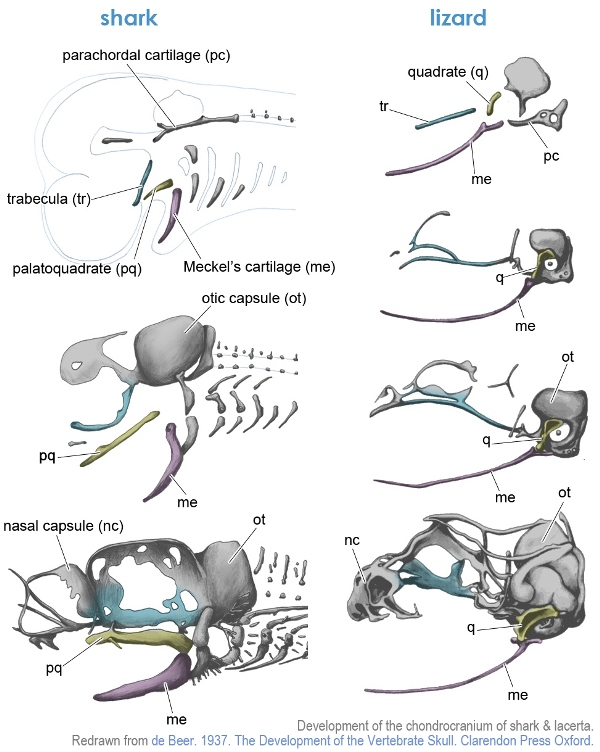
El desarrollo del condrocráneo. Ejemplos en el tiburón y en un lagarto (Lacerta). Redibujado del trabajo de De Beer. 1937.

En el embrión de los elasmobranquios, externamente a la membrana Duramadre empiezan a formarse islotes de cartílago, que cubren los órganos de los sentidos y la base del encéfalo. Se forman tres pares de cápsulas cartilaginosas que envuelven a los órganos de los sentidos: las cápsulas nasales, ópticas y óticas. Las cápsulas ópticas permanecen independientes toda la vida, relacionadas al condrocráneo por un pedúnculo. Las cápsulas forman el cartílago esclerótico en los adultos y en algunos vertebrados la parte anterior osifica dando lugar a los huesos escleróticos. Las cápsulas óticas recubren y protegen el oído interno, y osifican en otros vertebrados en los huesos óticos de los vertebrados no mamíferos, y en los mamíferos en la pars petrosa del hueso temporal. 
Se forma un par de cartílagos precordales (o trabéculas) en la parte anterior de la base del encéfalo, dos pares de paracordales en la parte media, a los lados del extremo más anterior de la notocorda, un número variable de cartílagos occipitales en la parte posterior, y un número, también variable, de pequeños cartílagos accesorios (también llamados cartílagos polares). A medida que crecen, los cartílagos paracordales y occipitales se unen y forman la llamada placa basal. Entre los paracordales y los precordales se forma una unión llamada barra acrocordal. Entre la barra acrocordal y la placa basal queda una fenestra por donde se ve la notocorda (fenestra basicraneana), que generalmente se oblitera con el crecimiento. Los cartílagos precordales y las cápsulas nasales se unen formando la placa etmoidea. Entre los cartílagos precordales hay un espacio, la fenestra hipofisiaria, por donde se observa la hipófisis. Los cartílagos paracordales y las cápsulas óticas se unen. Los cartílagos precordales son derivados de las crestas neurales, mientras que los cartílagos más posteriores y las cápsulas derivarían del mesodermo.
En este punto del desarrollo, aparecen en los laterales del encéfalo, un par de cartílagos orbitarios o esfenolaterales (uno de cada lado). Este empieza a establecer conexiones con la base a partir de pilares. Aunque el número es variable, los más constantes son tres, el pilar preóptico (anterior), pilar metóptico (medio) y el pilar antóptico (posterior). A su vez, los cartílagos orbitarios se unen a las cápsulas nasales anteriormente y a las cápsulas óticas posteriormente por proyecciones llamadas tenias, Tenias marginalus anterioris (se une con las cápsulas nasales) y Tenias marginalis posterioris (con las cápsulas óticas). 
El parte dorsal de cartílago finalmente se forma por una serie de bandas cartilaginosas que cruzan de derecha a izquierda (o viceversa). Esas bandas se denominan Tectums, el Tectum posterior (cubre los cartílagos occipitales), el Tectum Sinoticum (cubre las cápsulas óticas), el Tectum Trasverso (cubre las cápsulas óticas y los cartílagos orbitarios), el Tectum Epifisial (cubre los cartílagos orbitarios) y el Tectum Parafisial (cubre los cartílagos orbitarios). Los cinco tectum no se encuentran en todos los grupos, siendo los más constantes el posterior y el sinoticum.
El desarrollo del condrocráneo en otros vertebrados sigue un patrón similar, generalmente simplificado por el desarrollo del cráneo óseo.

### Condrocráneo deSqualusadulto

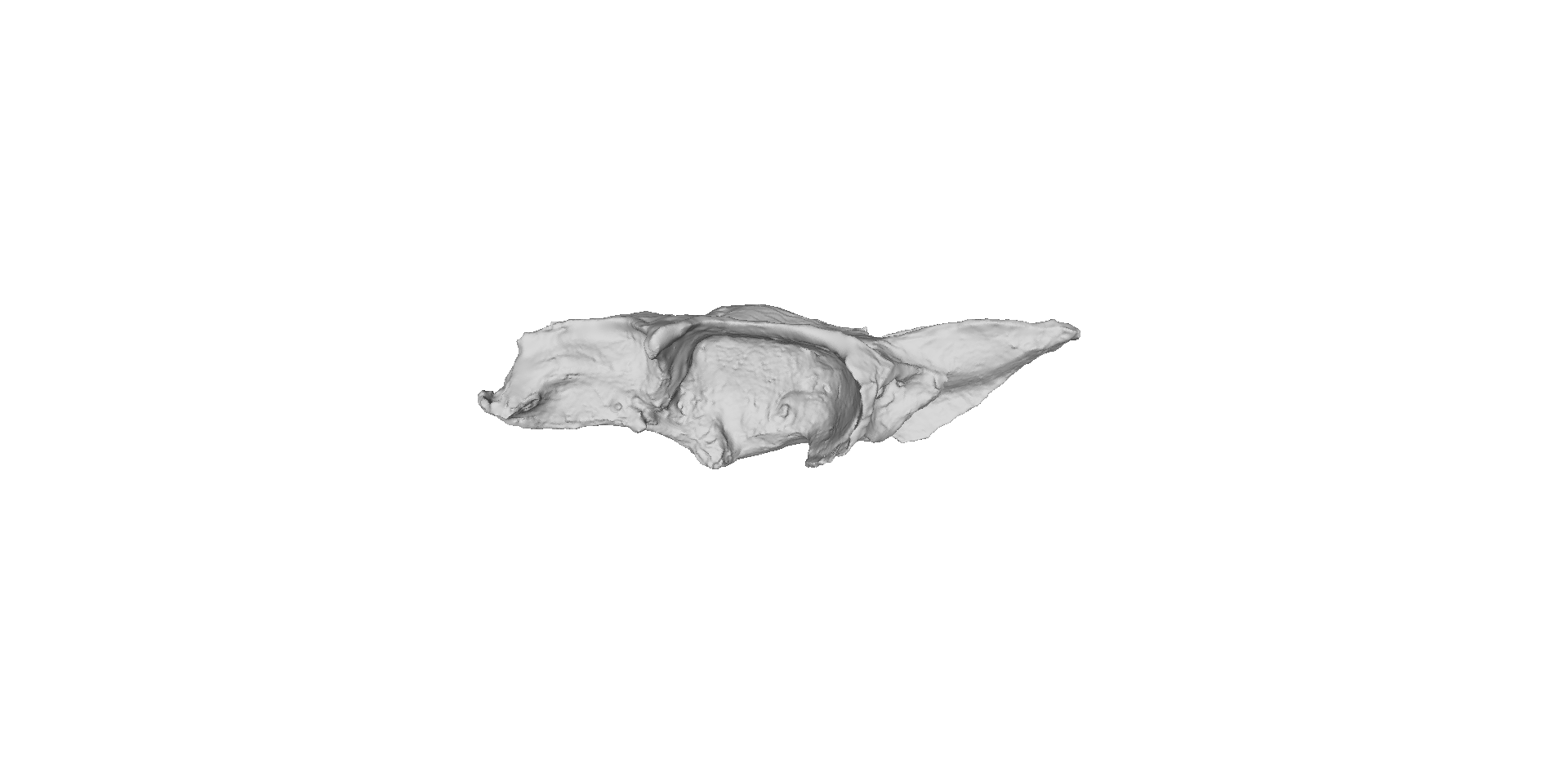
Condrocráneo de Squalus acanthias. Lado derecho.
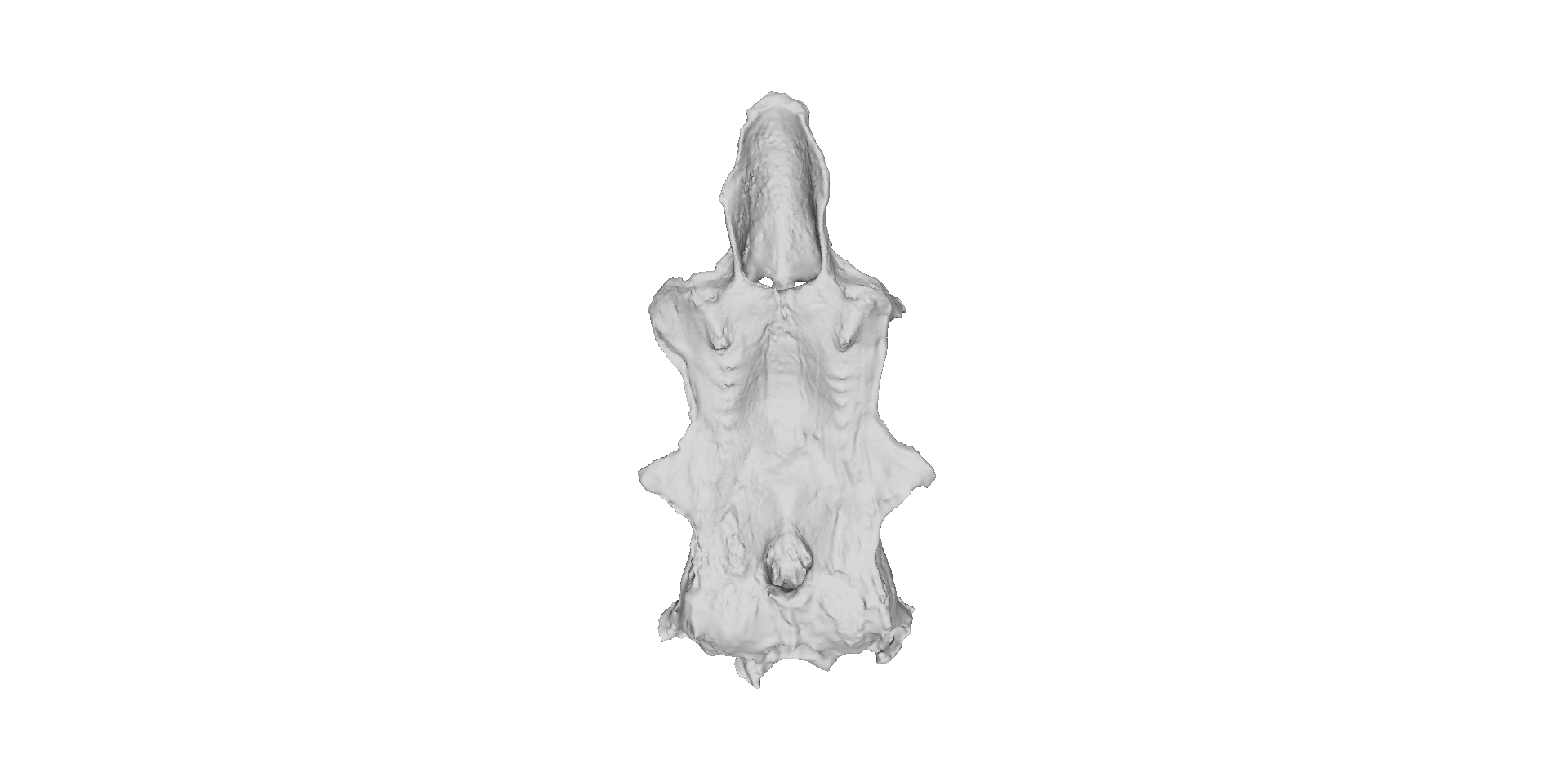
Condrocráneo de Squalus acanthias. Vista dorsal.
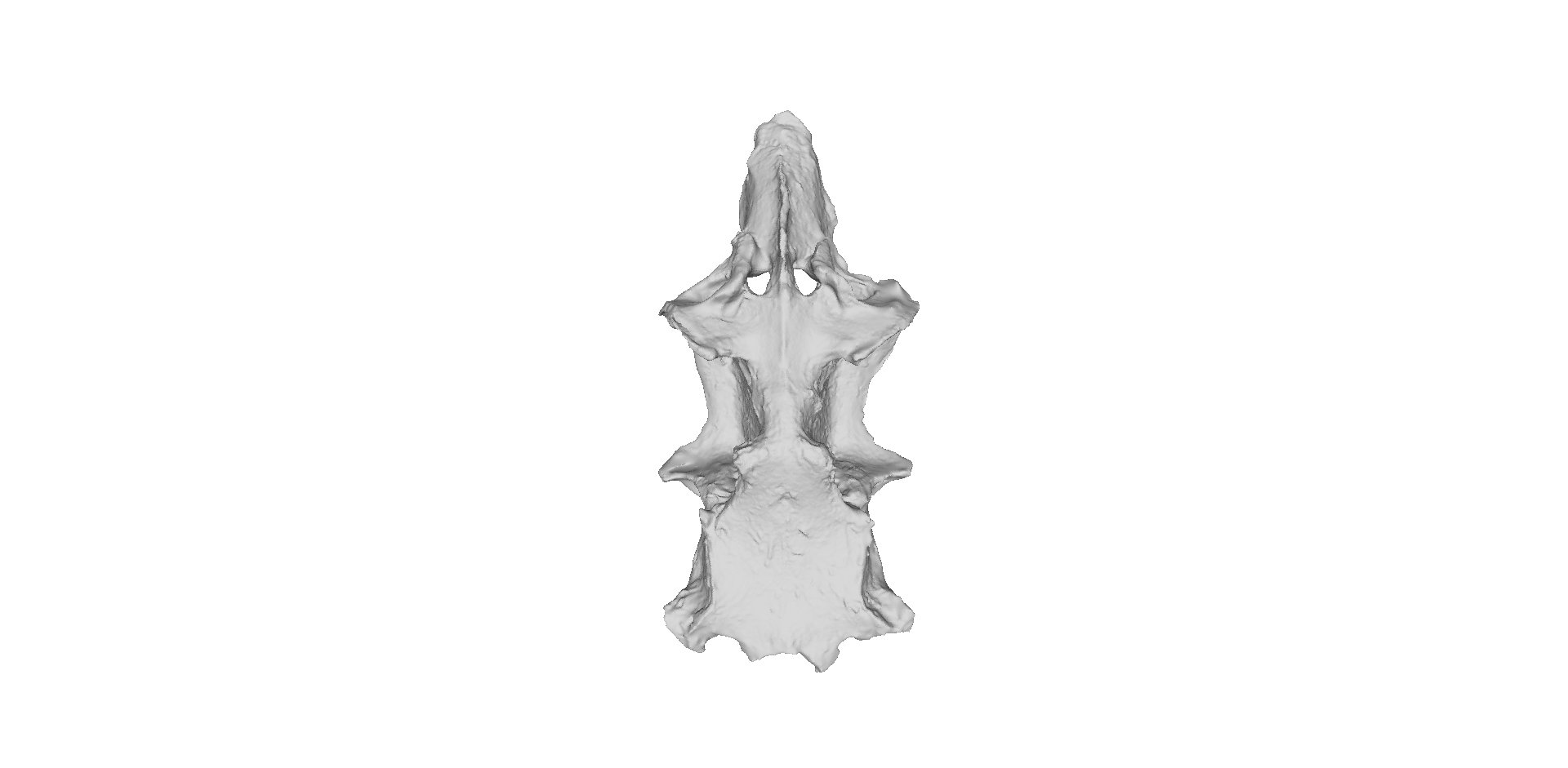
Condrocráneo de Squalus acanthias. Vista ventral.
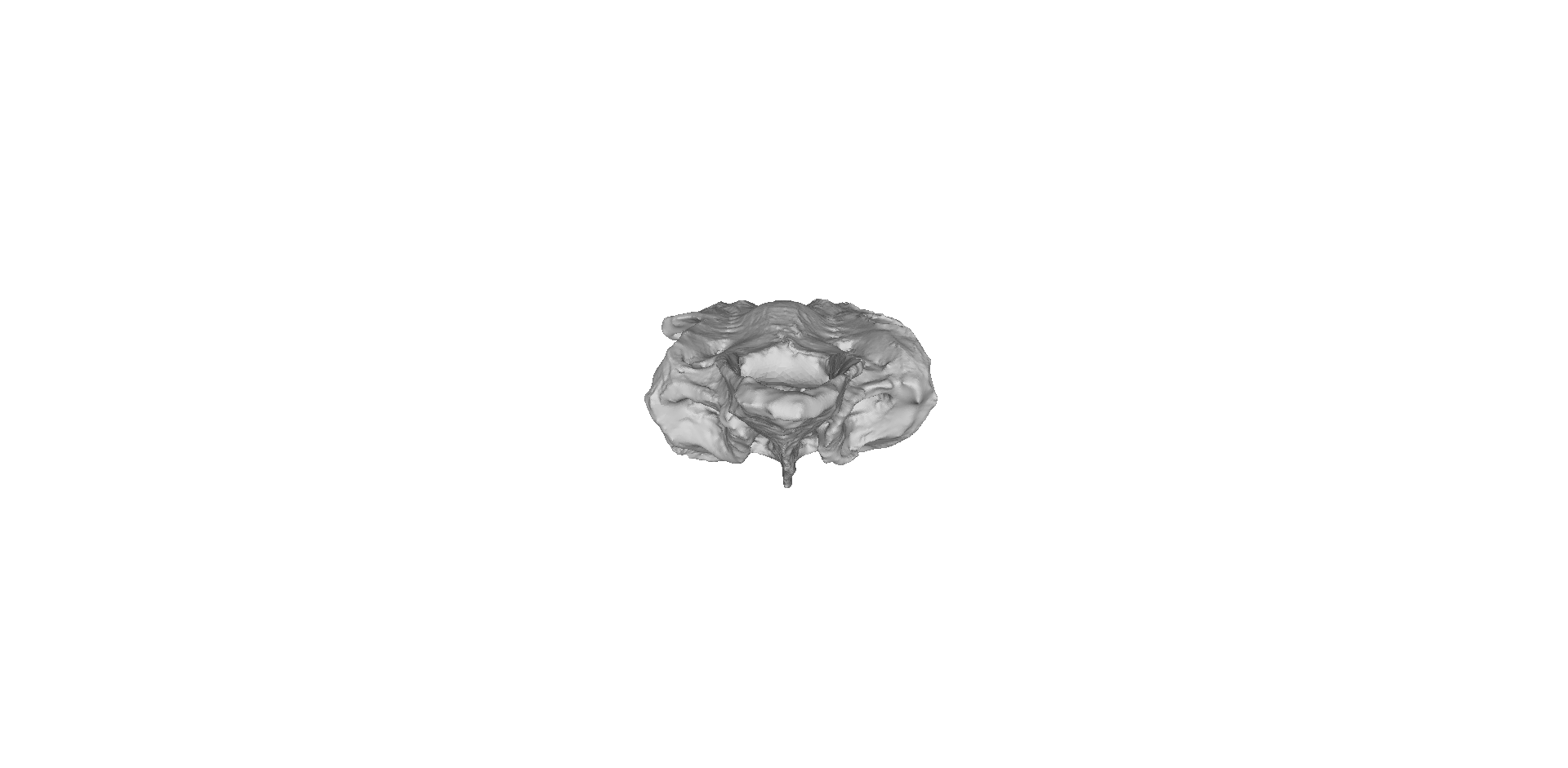
Condrocráneo de Squalus acanthias. Vista frontal.
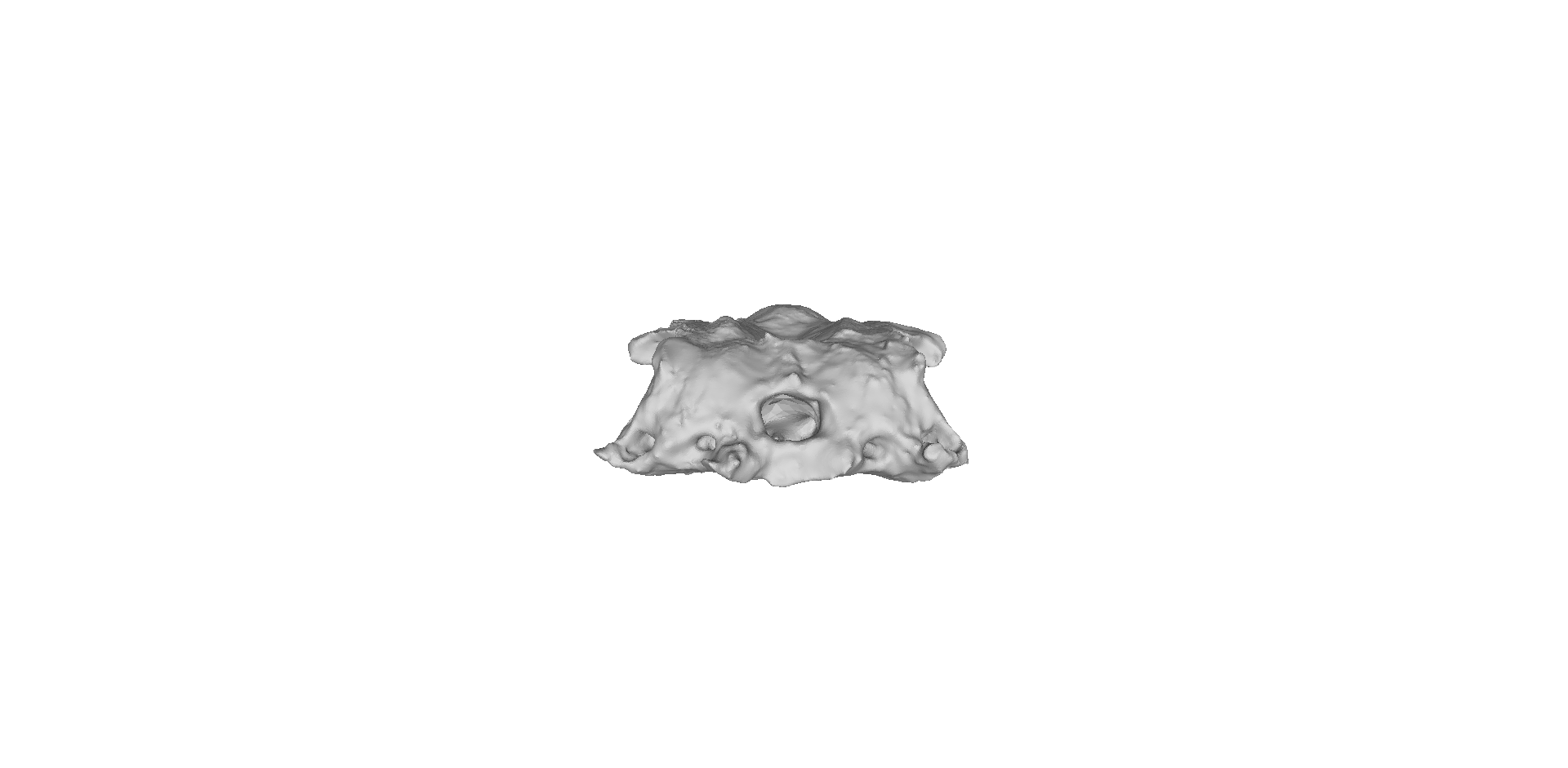
Condrocráneo de Squalus acanthias. Vista caudal.
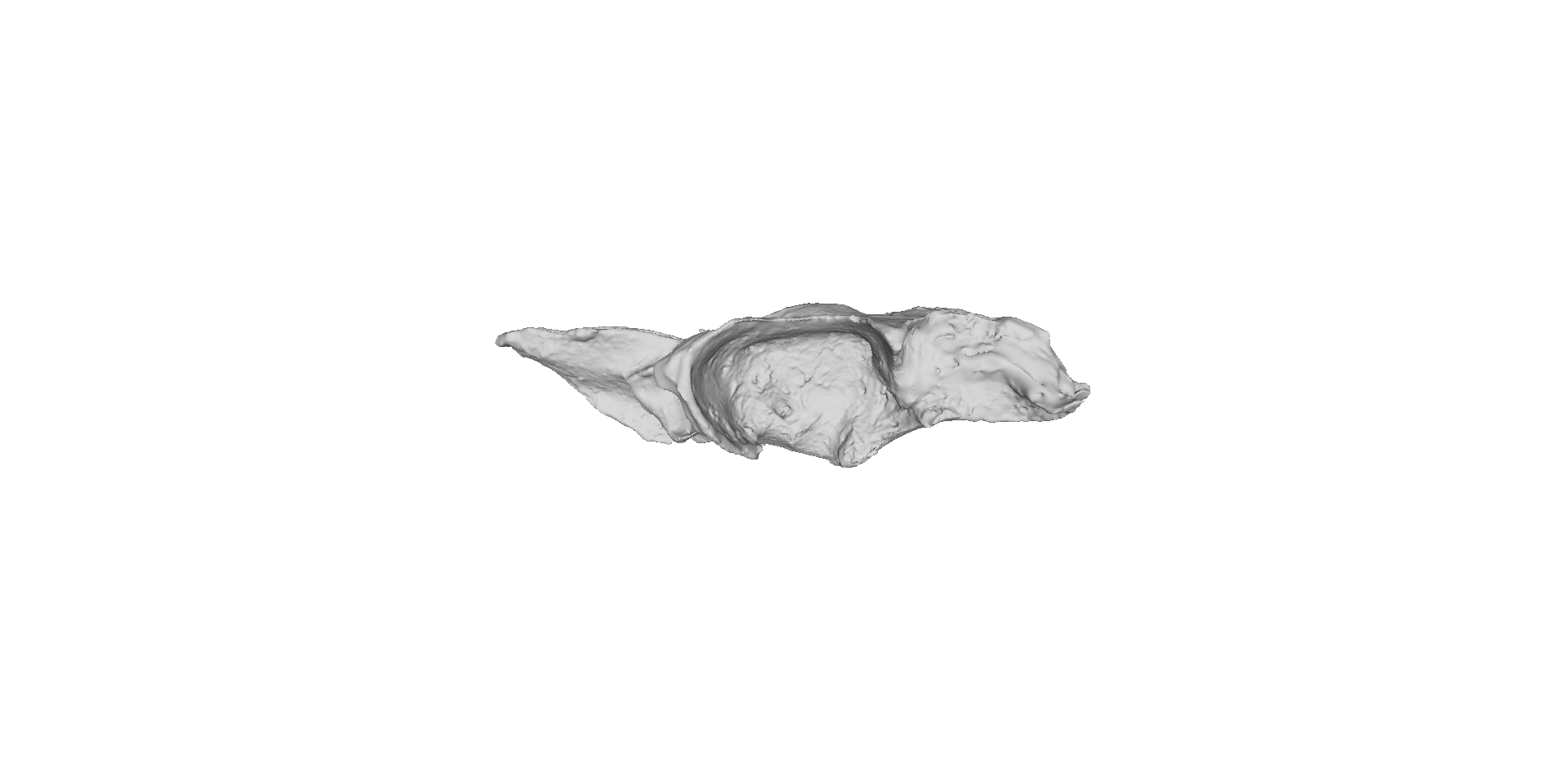
Condrocráneo de Squalus acanthias. Lado izquierdo

## Endocráneo
Generalmente se llama endocráneo a la parte del neurocráneo que osifica a partir del condrocráneo, formando principalmente la base del cráneo, en oposición al dermatocráneo que forma la bóveda craneal.

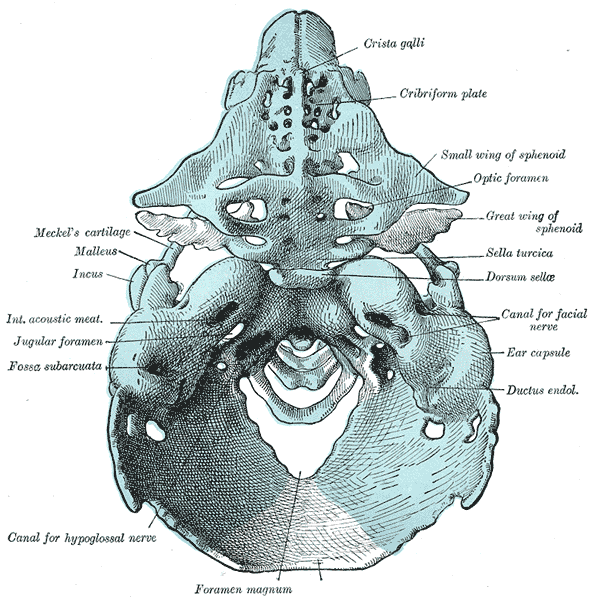
Condrocráneo de un embrión humano
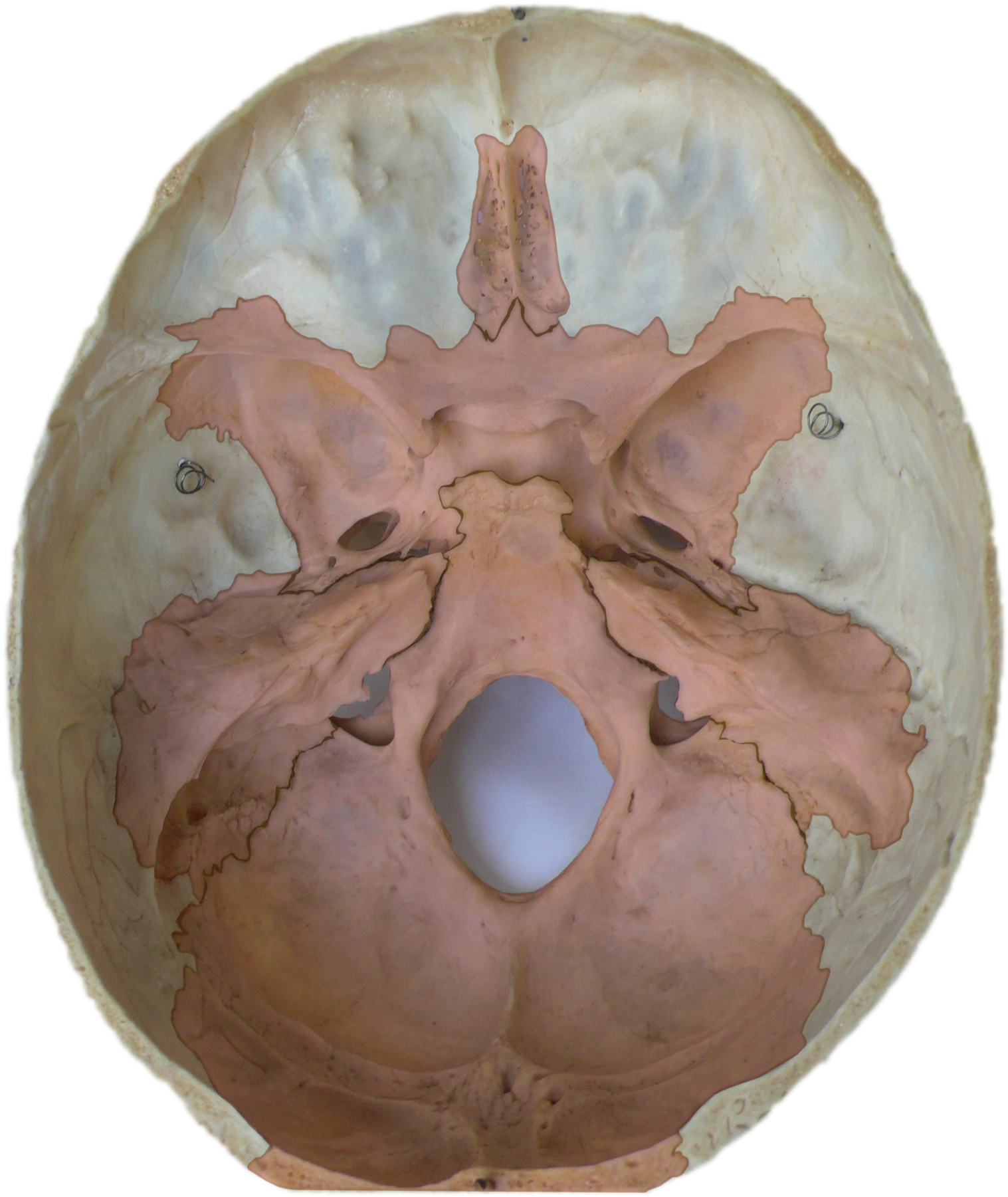
Endocráneo de un humano adulto, visto desde el interior del cráneo